# Žiga Golob

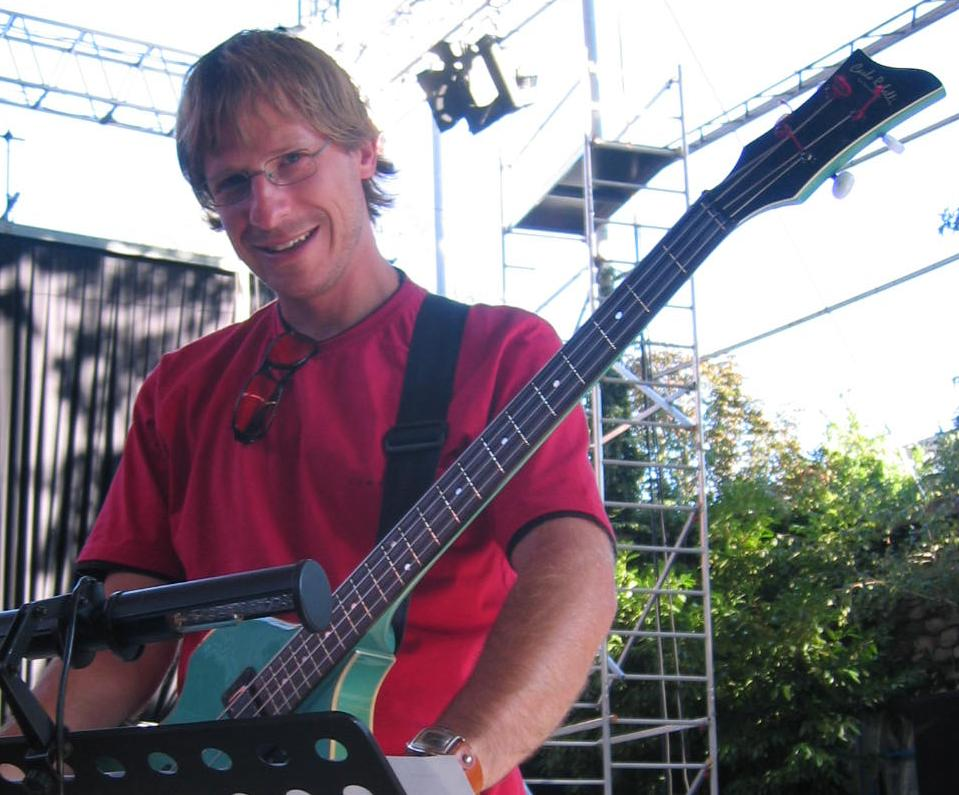
Žiga Golob (2005)

Žiga Golob (* 1973 in Kranj) ist ein slowenischer Jazz- und Studiomusiker (Kontrabass, Bassgitarre).

## Leben und Wirken
Golob war bereits im Alter von zehn Jahren als Bassgitarrist in einer Band tätig. Später faszinierte ihn der Kontrabass; um ihn zu erlernen, besuchte er das musische Gymnasium in Ljubljana. Er spielte mit Lado Jakšo, Vlado Kreslin und mit der Bigband von RTV Slovenija, bevor er nach Kroatien zog. Seit 1994 gehört er zum Ensemble von Tamara Obrovac; er gehörte auch zu den Mildreds, dem Matija Dedić Trio und dem Trio Folkestra. 2001 nahm er sein Soloalbum Show Your Legs to the Countryman auf. Weiterhin arbeitete er mit Chris & Carla, Neca Falk, Klarisa Jovanović & Della Segodba, der Elvis Stanić Group, Severa Gjurin oder den Fog Painters. Als Studiomusiker ist er an mehr als 100 Aufnahmen beteiligt.

## Diskographische Hinweise
- Show Your Legs to the Countryman (2001)